# Micrurus renjifoi
Micrurus renjifoi este o specie de șerpi din genul Micrurus, familia Elapidae, descrisă de William W. Lamar în anul 2003. Conform Catalogue of Life specia Micrurus renjifoi nu are subspecii cunoscute.